# Simeon, Abdechalas a Ananiáš
Svatí Simeon, Abdechalas a Ananiáš byli mučedníci ve 4. století v Persii.
Simeon, biskup Persie byl obviněn velkokrálem Šápúrem II. z kolaborace s římskou říší a z podvratné činnosti proti perskému velkokrálovi. Simeona přinesli k soudu v železných okovech a také s Abdechalasem a Ananiášem.
Biskup se králi nepoklonil a král se ho zeptal: "Proč mi neukážeš náležitou úctu ?" a Simeon odpověděl, "Dříve jsem se Vám klaněl, ale teď, když chcete, abych se vzdal své víry, není správně abych se Vám klaněl." Císař ho nutil k uctívání Slunce, ale ani na naléhání a vyhrožování nereagoval a odvedli ho do vězení. Cestou eunuch Usphazanes, poradce císaře, viděl biskupa Simeona. Vstal a uklonil se mu, ale Simeon se od něj odvrátil, protože se ze strachu vzdal křesťanství a stal se pohanem. Poté ho to obrátilo zpět na víru.
Beze strachu odešel na popravu a s ním také Abdechalas a Ananiáš. Když přišli ke knězi Ananiášovi, náhle se začal třást. Poté jeden z hodnostářů, tajný křesťan, svatý Phusicus vykřikl "Neboj se meče, starší, neboť uzříš světlo našeho Pána Ježíše Krista".
Za to byli Phusicus a jeho dcera Askitrea umučeni. Král dal rozkaz, aby mu vytrhli jazyk a strhali kůži.